# Andreas Steier

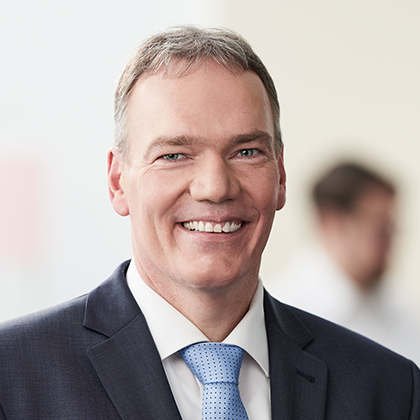
Imagem do político alemão Andreas Steier.

Andreas Steier (nascido em 7 de janeiro de 1972) é um engenheiro alemão e político da União Democrática-Cristã (CDU) que actua como membro do Bundestag pelo estado da Renânia-Palatinado desde 2017.

## Carreira política
Steier tornou-se membro do Bundestag nas eleições federais alemãs de 2017. No parlamento, ele é membro da Comissão de Educação, Pesquisa e Avaliação de Tecnologia. Nessa qualidade, ele atua como relator de seu grupo parlamentar sobre inteligência artificial.